# DistroKid
DistroKid là một dịch vụ phân phối nhạc kỹ thuật số độc lập, được thành lập vào năm 2013 bởi doanh nhân người Mỹ Philip J. Kaplan.

## Thành lập
DistroKid được Philip J. Kaplan thành lập phát triển vào năm 2012 và ra mắt vào giữa năm 2013. Nó bắt đầu như một tính năng phụ của mạng xã hội âm nhạc của Kaplan, Fandalism, và được tách ra thành công ty riêng vào năm 2015.
Vào tháng 7 năm 2015, bản phát hành DistroKid của nhóm nhạc Jack & Jack đã đạt vị trí số một trên toàn thế giới trên bảng xếp hạng iTunes. Điều này đặc biệt đáng chú ý vì DistroKid không nhận tiền hoa hồng hoặc tiền bản quyền, đây là lần đầu tiên một nghệ sĩ số một trong bảng xếp hạng có thể giữ lại 100% thu nhập của họ.